# Ахали-Абастумани
Ахали-Абастумани (груз. ახალი აბასთუმანი) — деревня в Грузии. Расположена на левом берегу реки Ингури, на высоте 110 метров от уровня моря, в Зугдидском муниципалитете края Самегрело-Земо Сванети. Деревня расположена в 5 км от столицы края — города Зугдиди. По данным переписи 2014 года в деревни проживало 2084 человека. Население края исповедует православие и являются прихожанами Зугдидский и Цаишской епархии Грузинской Православной Церкви.